# Pieter Potter

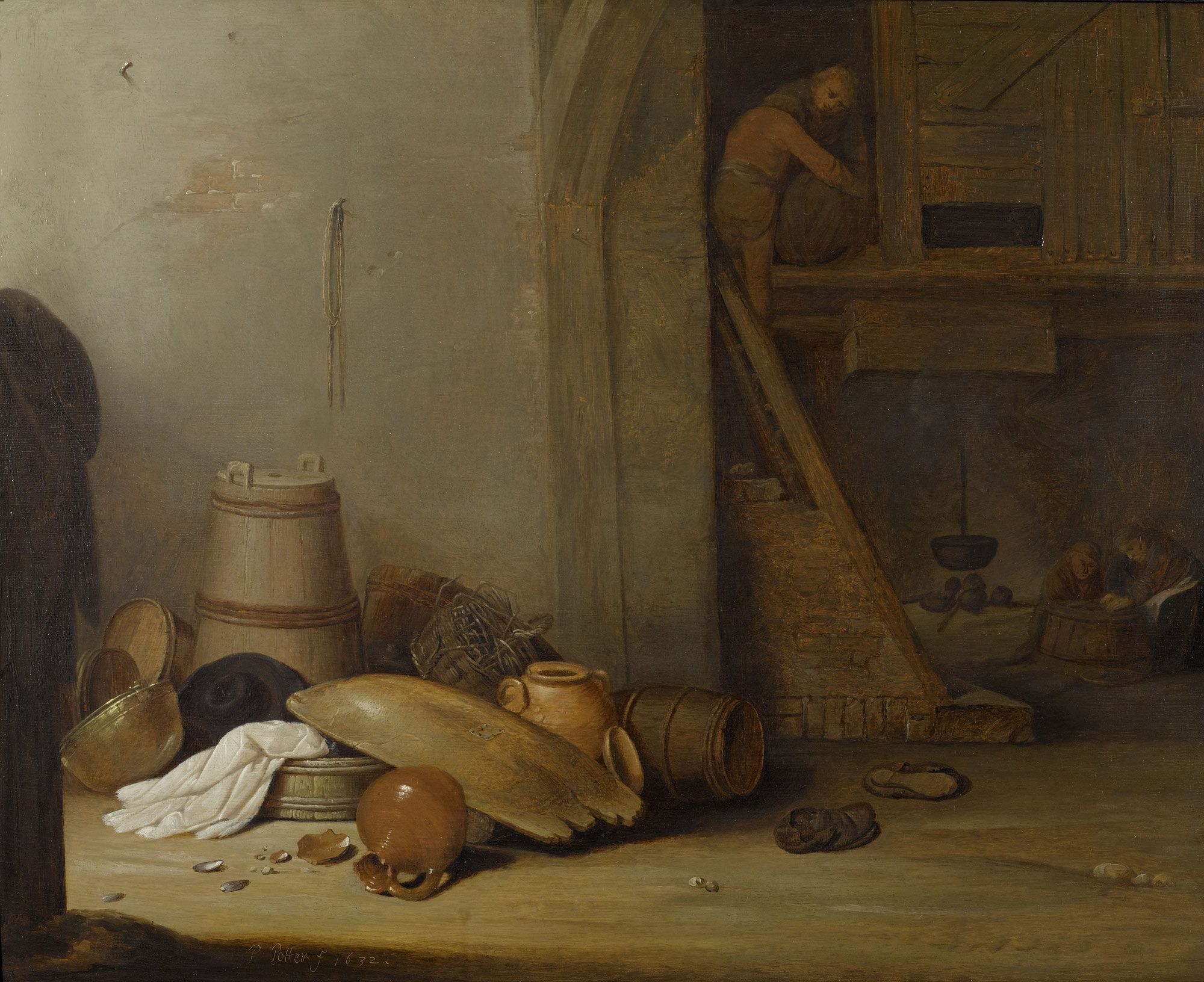
Granaio (1632)

Pieter Symonzs. Potter (Enkhuizen, 18 aprile 1597 circa – Amsterdam, 4 ottobre 1652 (sepolto)) è stato un pittore, incisore, pittore su vetro e fabbricante di prodotti in oro e cuoio olandese del secolo d'oro.

## Biografia

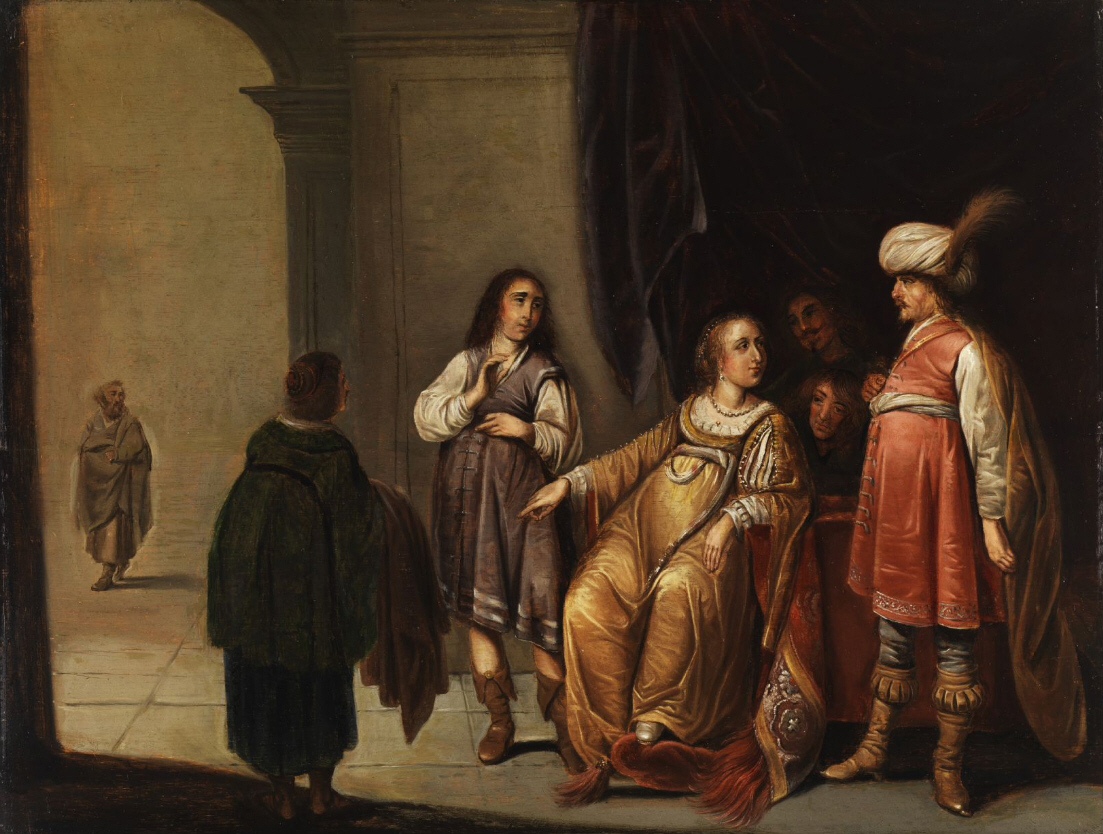
Giuseppe accusato dalla moglie di Putifarre (1629)

Figlio di Dieuwe Simons e di Simon Jacobsz., vetraio, padre di Paulus e cognato di Willem Bartsius, operò inizialmente nella sua città natale a partire dal 1620. Qui probabilmente fu istruito dal padre come pittore su vetro. Nel 1628 si recò a Leida, dove rimase fino al 1631, anno in cui si trasferì definitivamente ad Amsterdam. A Leida entrò nella gilda dei vetrai come maestro e ne divenne presidente nel 1629; qui nel 1631 fu anche testimone al battesimo del figlio Cornelis di Jan de Heem. Lavorò anche in altre città, come Delft, dove divenne membro della Corporazione di San Luca il 6 agosto 1646 e L'Aia, dove nel 1647 aderì alla locale gilda, anche se, secondo Willigen e Meijer, fu in realtà il figlio Pieter a divenirne membro.
Si dedicò alla rappresentazione di molteplici tipologie di soggetti: di genere e militareschi simili a quelli di Anthonie Palamedes, episodi biblici realizzati con gusto rembrandtiano, paesaggi, ritratti, animali e nature morte, generalmente vanitas, e rappresentazioni di ambienti agricoli.
Le sue prime opere mostrano ancora l'influsso della maniera più conservatrice adottata nella pittura su vetro, con figure allungate e spazi inclinati, come si può vedere nel dipinto Giuseppe accusato dalla moglie di Putifarre, mentre nelle opere realizzate dopo il 1630 le figure presentano proporzioni più naturali. Il suo stile rivela quindi molteplici influenze, tra cui, secondo Kren, quelle delle sue conoscenze di Leida (Jan de Heem, Harmen van Steenwyk e Jan van Goyen), in particolare per quanto riguarda le vanitas, in quegl'anni infatti a Leida si era formato un gruppo di pittori specializzati nella realizzazione di queste nature morte, secondo RKD quelle di Nicolaes Moeyaert, Pieter Lastman, Willem Bartsius, Hendrik Pot e secondo Larousse quelle di Jacob Duck, Pieter Codde e Willem Duyster, confermate dal fatto che, secondo Macfall, Potter fu allievo di Frans Hals, mentre il Codde studiò presso suo fratello Dirck e Duyster presso Codde.
Fu suo allievo il figlio Paulus.

## Opere
- Giuseppe accusato dalla moglie di Putifarre, olio su tavola, 40 x 52 cm, 1629, Collezione privata[1]
- Rifiuti in un angolo di un cortile, olio su tavola, 32,5 × 41,5 cm, 1631, Museo nazionale, Varsavia[6]
- Scena militare, 1632, Rotterdam[3]
- Granaio, olio su tavola, 46,5 x 58 cm, 1632, firmato in basso a sinistra P.Potter f 1632
- Paesaggio con antiche rovine, olio su tavola, 40 x 40 cm, 1636, firmato in basso a sinistra P. Potter f. 1636, Collezione privata[7]
- Interno di un granaio, olio su tavola, 37 × 50 cm, 1637, firmato in basso a destra P. Potter f 1637, Collezione privata[8][9]
- Scaramuccia di cavalleria, 1641, Poitiers[3]
- Vanitas, olio su tavola, 53,5 × 41,4 cm, 1646, Rijksmuseum, Amsterdam[3][10]
- Pastorello e pastorella, olio su tavola, 39 × 59,8 cm, 1650 circa, Museo di Belle Arti, Budapest[11]
- Postazione di guardia, olio su tavola, 36 × 48 cm, firmato in basso a sinistra P. Potter F., Collezione privata[12][13]